# Ахорнталь
Ахорнталь (нем. Ahorntal) — община  в Германии, в Республике Бавария.
Подчиняется административному округу Верхняя Франкония. Входит в состав района Байройт. Население составляет 2236 человек (на 31 декабря 2010 года). Занимает площадь 41,70 км². Местные регистрационные номера транспортных средств (коды автомобильных номеров) (нем. Kraftfahrzeugkennzeichen) — BT.

## Население
По оценке на 31 декабря 2015 года население общины Ахорнталь составляет 2175 чел. 

| Дата      | 1840 | 1871 | 1900 | 1925 | 1939 | 1950 | 1961 | 1970 | 1987 | 2011 |
| --------- | ---- | ---- | ---- | ---- | ---- | ---- | ---- | ---- | ---- | ---- |
| Население | 2386 | 2289 | 1938 | 1959 | 2087 | 2327 | 2041 | 2116 | 2077 | 2217 |

| Год       | 1960 | 1970 | 1980 | 1990 | 2000 | 2009 | 2010 | 2011 | 2012 | 2013 | 2014 | 2015 |
| --------- | ---- | ---- | ---- | ---- | ---- | ---- | ---- | ---- | ---- | ---- | ---- | ---- |
| Население | 2009 | 2126 | 2003 | 2131 | 2296 | 2238 | 2236 | 2218 | 2205 | 2232 | 2182 | 2175 |